# Akishino-dera
Akishino-dera (秋篠寺?), es un templo budista en Nara, capital de la Prefectura de Nara, Japón. Fue fundado en el siglo VIII. Su Hondō (salón principal) del Periodo Kamakura es un Tesoro nacional de Japón.

## Historia
El  Shoku Nihongi  de 797 ubica los orígenes del templo en Hōki en el 780, mientras que las   Leyendas de Akishino-dera   ( 秋 篠 寺 縁 起?) de 1139 lo atribuye a los Emperadores Kōnin y Kammu y nombra como su fundador a  Zenjū Daitoku  ( 善 珠 大 徳?), hermano menor del Emperador Shōmu. Por otra parte, los   Registros de Kōfuku-ji Kanmu   ( 輿 福寺 官 務 牒 疏?) de 1441 datan su fundación, en su lugar, de 776. Las baldosas excavadas propias del Periodo Nara corroboran como fecha de fundación el siglo VIII. Al igual que otros templos importantes de la época, Akishino-dera tenía dos pagodas, así como un Kondō. Según las "Leyendas", un incendio en junio de 1135 destruyó la mayor parte del templo. Doscientos cincuenta y cinco ofuda, que datan de 1327 a 1524, arrojan datos sobre años posteriores.

## Edificios
- El Hondō, considerado un Tesoro Nacional de Japón, es propio del estilo Wayō. Construido en el lugar de la antigua sala de lecturas, es una reconstrucción del Periodo Kamakura. En el interior, una plataforma de altar elevada está respaldada por una pared interna. El Hondō fue desmantelado para su reparación y reconstrucción en 1899.

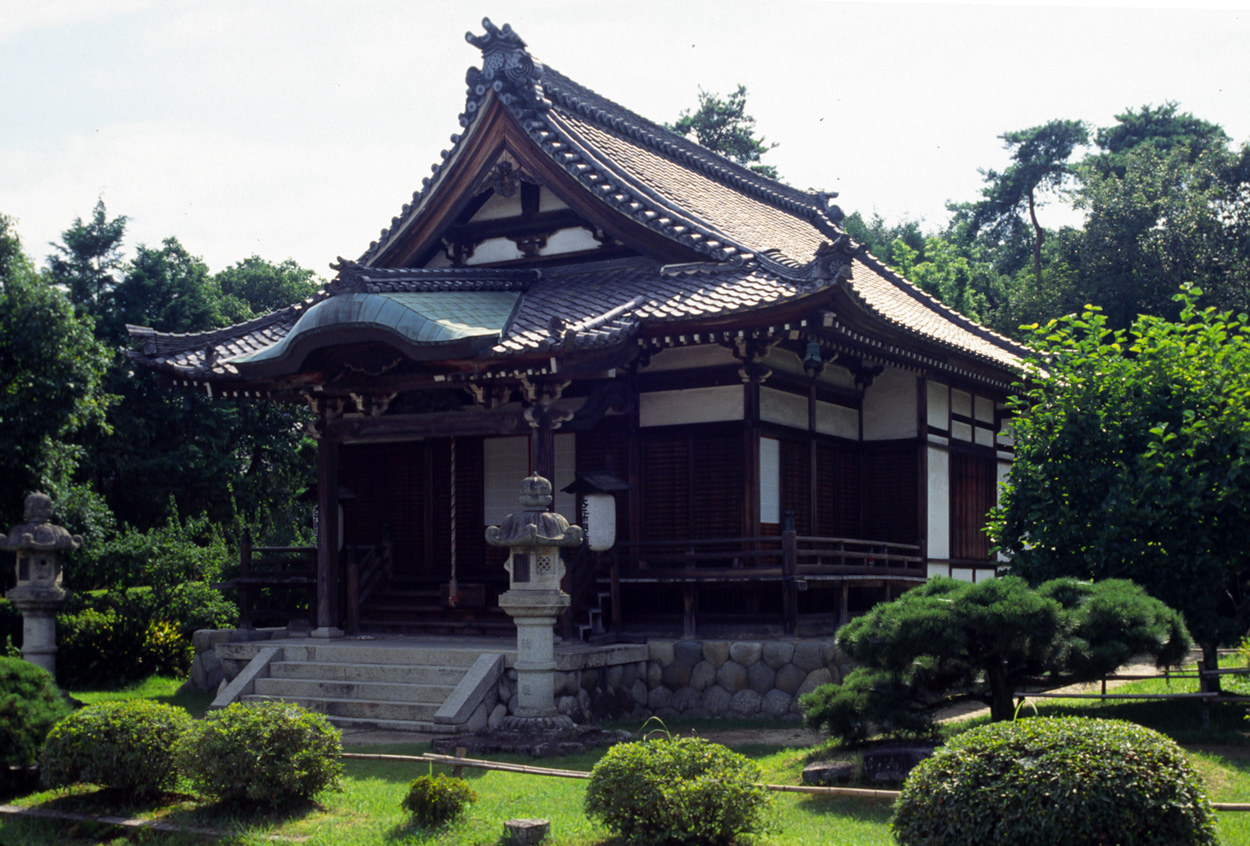
El salón Daigendō.

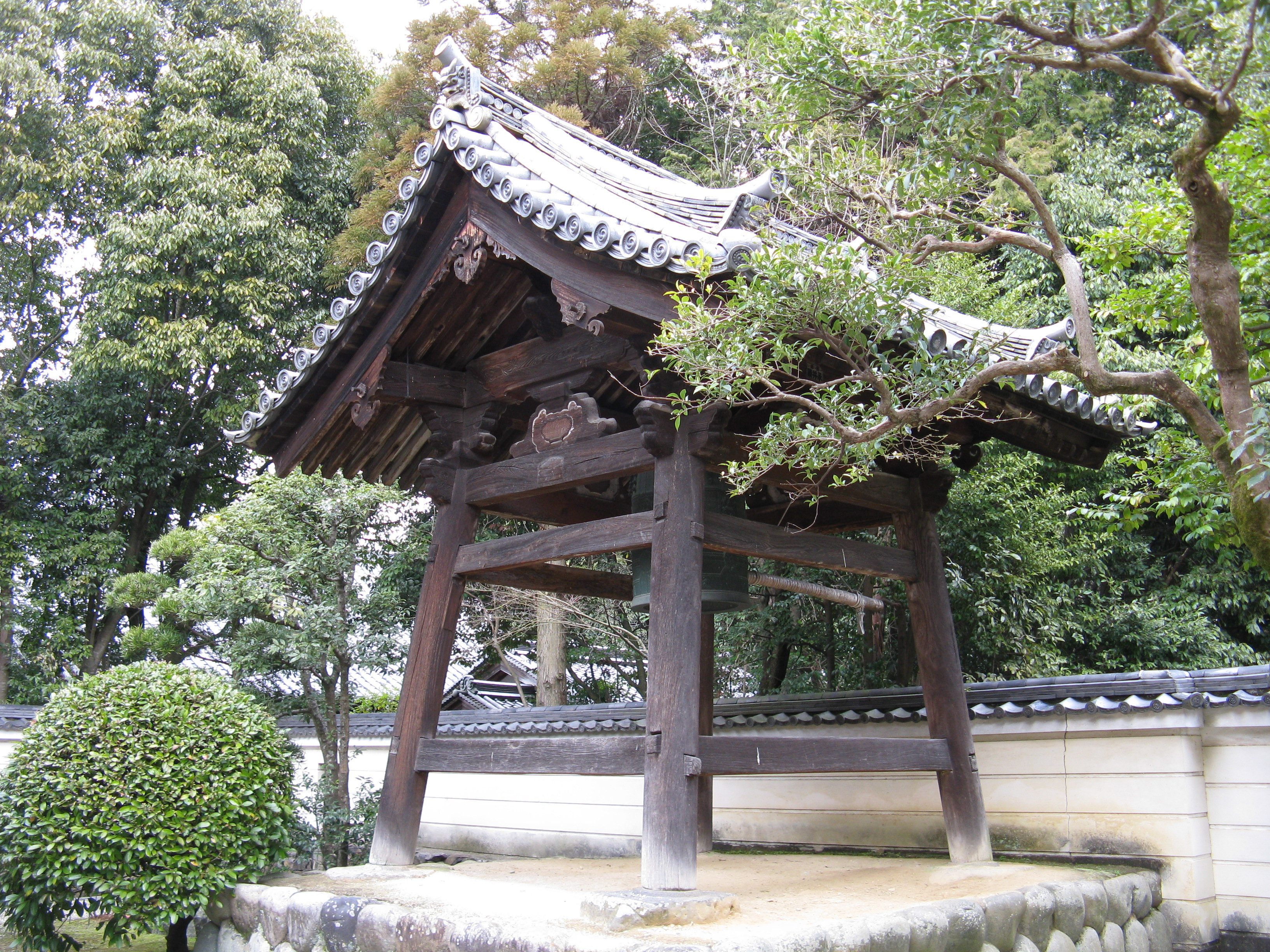
El campanario.

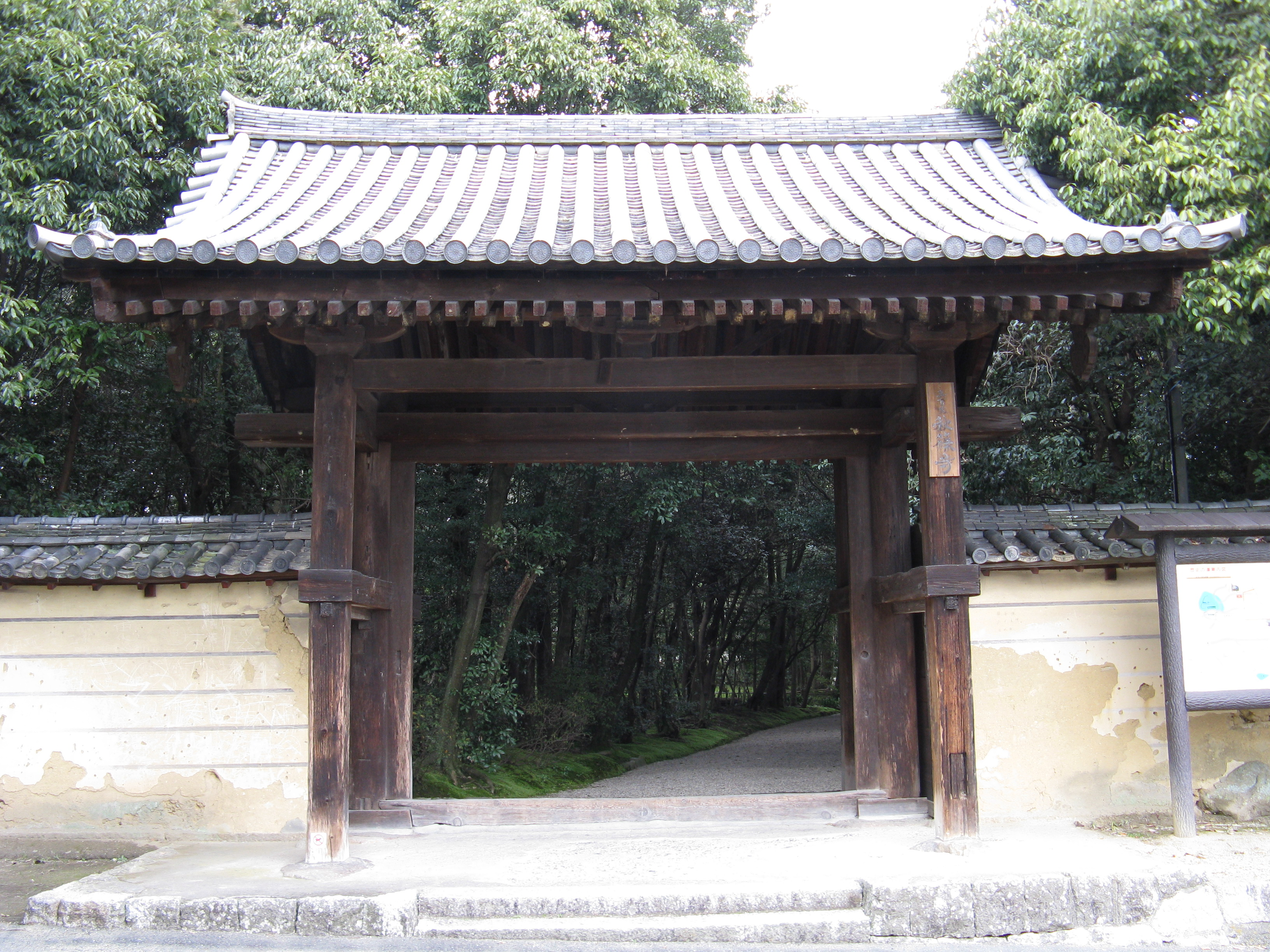
Una de las puertas del templo.

- El Daigendō.

- El campanario.

- Diversas puertas de acceso.

## Tesoros
Las estatuas designadas como Propiedades Culturales Importantes incluyen una Triada Yakushi, Gigeiten (伎 芸 天), Taishakuten y Jizō Bosatsu, en el Hondō; Daigensui Myōō (大元帥 明王) en el Daigendō. Bonten, Kudatsu Bosatsu y fragmentos huecos de laca seca, son conservados en el Museo Nacional de Nara; Jizō Bosatsu, se ubica en el Museo Nacional de Kioto; y Jūichimen Kannon, en el Museo Nacional de Tokio. Las cabezas de laca seca de Gigeiten y Bonten, junto con las cabezas de Kudatsu Bosatsu y Taishakuten, datan del Periodo Nara y están unidas a cuerpos del Periodo Kamakura. Las imágenes que flanquean el Yakushi, junto con los dos Jizō y Jūichimen Kannon, son del Periodo Heian, Daigensui Myōō es del Periodo Kamakura, y el Yakushi data del Periodo Muromachi Other treasures include a set of five standing Godariki Bosatsu (五大力菩薩?).
Otros tesoros incluyen un conjunto de cinco Godariki Bosatsu (五 大力 菩薩); un waniguchi (鰐 口) que data de Shōan (1301) que ha sido designado como Propiedad Cultural de la Prefectura; y una pintura de Daigensui Myōō que data del Periodo Nanboku-chō y siete fragmentos de ema del Periodo Muromachi con imágenes de caballos, designadas Propiedades Culturales Municipales.
|           |
| Gigeiten. |

|                 |
| Daigensui Myōō. |

|              |
| Taishakuten. |